# Eva Glees
Eva Glees (* 2. Oktober 1909 in Berlin; † 9. Oktober 2006 in Oxford) war eine deutsche Zahnmedizinerin und Emigrantin in Großbritannien.

## Leben
Eva Glees wurde als jüngste der vier Töchter von Walter und Agnes Löb (geb. Frank) in Berlin geboren, wo Walter Löb die chemische Abteilung am Rudolf-Virchow-Krankenhaus leitete und 1916 verstarb. Die Familie zog zurück nach Bonn, wo Walter Löb zuvor Privatdozent der Universität gewesen war. Dort erlebte Eva das Ende des Ersten Weltkrieges, befreundete sich mit Thea Kantorowicz und studierte auf Empfehlung deren Vaters, Alfred Kantorowicz, von 1930 bis 1934 Zahnmedizin an der Universität Bonn. Dort promovierte sie bei Erich Hoffmann mit dem Ziel einer wissenschaftlichen, klinischen Karriere im Gesundheitswesen. Aufgrund ihrer jüdischen Herkunft wurden ihr der Doktortitel versagt und ihrem Verlobten Paul Glees der Doktortitel aberkannt. Ohne Zukunft und Beruf im nationalsozialistischen Deutschland flüchtete Eva mit Paul Glees 1936 in die Niederlande. Sie heirateten, gründeten eine Familie und wurden 1939 als Flüchtlinge in Großbritannien aufgenommen. 1946 wurde Eva Glees britische Staatsbürgerin, ging nicht mit Paul Glees 1961 zurück nach Deutschland und praktizierte als Zahnärztin in Oxford. In den 1990er Jahren bis zu ihrem Tod war sie mit der Historikerin Annette Kuhn liiert.

## Familie
Eva Glees ist die Mutter des britischen Zeithistorikers und Politologen Anthony Glees. Zwei ältere Schwestern wurden Opfer der Shoah. Der niederländische Historiker Hermann W. von der Dunk war der Sohn ihrer ältesten Schwester Ilse von der Dunk (geb. Löb)(1901-1997).

## Sonstiges
1996 gab sie dem Imperial War Museum ein ausführliches Interview über ihr Leben. Ihr zu Ehren wurde im Juni 2022 in Bonn die Doktor-Eva-Glees-Straße eingeweiht.